# Dorothy Cornish
Dorothy Helen Cornish (1 de octubre de 1870 - 7 de octubre de 1945) fue una educadora Montessori, sufragista, traductora y escritora inglesa. Fue cocreadora y editora de la revista de estudios feministas de género Urania.

## Biografía
Cornish nació en Sixhills, Lincolnshire, el 1 de octubre de 1870. Su padre era el reverendo Frank Fortescue Cornish, quien fue inspector de escuelas de Su Majestad, y su madre era Margaret Gertrude Garnier. Su abuelo fue Thomas Garnier el Joven y su bisabuelo fue Thomas Garnier el Viejo. Se mudó con su familia a Mánchester a la edad de seis años por el trabajo de su padre.
Cornish trabajó como educadora Montessori y actuó como intérprete para Maria Montessori en muchos de sus cursos de inglés.
Cornish fue miembro de la Unión Étnica, junto con Eva Gore-Booth, Esther Roper, Irene Clyde y Jessey Wade. En 1916, cofundaron la revista feminista Urania y ella colaboró como editora. Cornish se oponía a que los niños fueran adoctrinados en roles de género. Se trasladó a Siena alrededor de 1895 y pasó la mayor parte de su vida en Italia, donde continuó su trabajo como coeditora de Urania.
En 1914, firmó la Carta Abierta de Navidad junto con otras 100 sufragistas, entre ellas Gore-Booth y Roper.
Cornish fue miembro de la Sociedad Brontë, y, en 1940, publicó una novela sobre las hermanas Brontë, que fue bien recibida en The New York Times. También tradujo dos ensayos franceses de Emily Brontë.
Cornish murió en Sidmouth, Devon, el 7 de octubre de 1945.